# Spaniens Grand Prix 2006
Spaniens Grand Prix 2006 var det sjätte av 18 lopp ingående i formel 1-VM 2006.

## Rapport
Renault-förarna Fernando Alonso och Giancarlo Fisichella stod i det första startledet och Ferrari-förarna Michael Schumacher och Felipe Massa i det andra. Fernando Alonso, som hade pole position, fick en bra start och kontrollerade sedan loppet och vann före Michael Schumacher och Giancarlo Fisichella. Detta var första gången en spanjor vann Spaniens Grand Prix.

## Resultat
1. Fernando Alonso, Renault, 10 poäng
2. Michael Schumacher, Ferrari, 8
3. Giancarlo Fisichella, Renault, 6
4. Felipe Massa, Ferrari, 5
5. Kimi Räikkönen, McLaren-Mercedes, 4
6. Jenson Button, Honda, 3
7. Rubens Barrichello, Honda, 2
8. Nick Heidfeld, BMW, 1
9. Mark Webber, Williams-Cosworth
10. Jarno Trulli, Toyota
11. Nico Rosberg, Williams-Cosworth
12. Jacques Villeneuve, BMW
13. Christian Klien, Red Bull-Ferrari
14. David Coulthard, Red Bull-Ferrari
15. Vitantonio Liuzzi, Toro Rosso-Cosworth
16. Tiago Monteiro, MF1-Toyota
17. Takuma Sato, Super Aguri-Honda

### Förare som bröt loppet
- Christijan Albers, MF1-Toyota (varv 47, snurrade av)
- Scott Speed, Toro Rosso-Cosworth (46, motor)
- Ralf Schumacher, Toyota (31, elektronik)
- Juan Pablo Montoya, McLaren-Mercedes (17, snurrade av)
- Franck Montagny, Super Aguri-Honda (11, drivaxel)